# Selkäsaaret (ö i Finland, Mellersta Finland, Saarijärvi-Viitasaari)
Selkäsaaret är en ö i sjön Keitele i Finland. Den ligger i sjön Keitele och i kommunen Viitasaari i den ekonomiska regionen  Saarijärvi-Viitasaari och landskapet Mellersta Finland, i den centrala delen av landet, 300 km norr om huvudstaden Helsingfors. Öns area är 1 hektar och dess största längd är 190 meter i öst-västlig riktning.  Notera att namnet antyder att det är fråga om flera öar.